# Lukács György (államtitkár)
Erzsébetvárosi Lukács György (Nagyvárad, 1820. – Salzerbad (Alsó-Ausztria), 1892. augusztus 25.) államtitkár, Lukács György jogász, főispán édesapja.

## Élete
Az erdélyi Örmény nemesi Lukács  család leszármazottja.  Felmenői Erzsébetváros (Románia)-i kereskedők voltak. Édesapja Lukács Ignác nagyváradi földbirtokos volt. Lukács György 1820-ban született Nagyváradon (Bihar megyében); ott végezte a gimnáziumot és 1835–37-ben a jogi tanfolyamot; 1838-ban előbb Bihar megyénél, majd Pesten a királyi táblánál volt gyakorlaton. 1839-ben az országgyűlésen volt Beöthy Ödön mellett és ugyanez évben ügyvédi vizsgálatot is tett. 1841-től 1848-ig, mikor gyakorló ügyvéd volt, nem volt Bihar megyének egyetlen közgyűlése, amelyen jelen ne lett volna.
1848-ban Szemere Bertalan a belügyminisztériumba hívta meg miniszteri titkárnak. Mikor az országgyűlés felállította a honvédelmi bizottságot, Lukács mint a belügyminisztériumtól megbízott referens működött. A kormányt Debrecenbe is követte és egészen a fegyverletételig szolgálta. A szabadságharc után ügyvédeskedni kezdett, de mivel nem akart engedélyért folyamodni az abszolút kormányhoz, abbahagyta az ügyvédeskedést és a magánéletbe vonult vissza.
1853-ban nőül vette Tarr Krisztinát (hat gyermeke közül egyik leánya Lukács László miniszter neje). 1861-ben Nagyvárad városa megválasztotta polgármesterévé és később ugyanezen város országgyűlési képviselővé; az országgyűlés feloszlatásakor, mikor az alkotmányos tisztviselők országszerte leköszöntek állásukról, a városi tisztikar élén ő is lemondott polgármesteri állásáról. 1865-ben Nagyvárad ismét őt küldte az országgyűlésre képviselőjének. 1867-ben újból elvállalta Nagyvárad polgármesteri székét, és 1875 októberéig töltötte be pozícióját; ekkor Tisza Kálmán belügyminiszter, mint közgazdasági szaktekintélyt, meghívta az egyenesen az ő részére szervezett miniszteri tanácsosi állásra a belügyminisztériumba, és megbízta a közigazgatási államtitkári teendők vitelével.
1879-ben a szegedi nagy árvíz alkalmából az első intézkedések foganatosítása céljából kormánybiztosul küldték a romba dőlt városba, itt szerzett érdemeinek jutalmául a Szent István-rend keresztjét kapta. A közigazgatási reformtörvények szerkesztésében nagy rész jutott neki; mikor a király 1885. június 13-án államtitkári címmel és jelleggel is felruházta, e minőségében a belügyminisztérium személyi ügyeinek gondozása is neki jutott.
A Kossuth szerkesztette Pesti Hírlapba írt és levelezett Várad-Olasziból (1843. 246. sz. sat.); a Magyar Gazda (1844. I. 37. sz.) kivonatokat hozott a takarék-magtárak állítása ügyében írt Bihar megyei leveleiből; a nagyváradi Szabadságban (1893. 5. sz. L. írt önmagáról)